# 33-as villamos (Bécs)
A bécsi 33-as jelzésű villamos a város villamoshálózatának egy tagja. Két különböző útvonalon közlekedik. Az egyik útvonalterv szerint a két végállomása Friedrich-Engels-Platz és a Josefstädter Straße, ezt az útvonalat munkanapokon üzemkezdettől 19 óráig használja. A többi időszakban (munkaszüneti napon és munkanapokon 19 órától) pedig  Augasse végállomáshoz közlekedik, amely  ugyanúgy a Friedrich-Engels-Platztól indul és a Ferenc József pályaudvarig útvonaluk meg is egyezik.

## Története
A viszonylatot 1996 május 4-én, szombaton adták át a 6-os metró Floridsdorfi meghosszabbítása alkalmából. Az elindulásával felváltotta a korábbi 31/5 jelzésű viszonylatot. Már ekkor is három végállomása volt a járatnak, a közös Josefstädter Straße volt, valamint a két szélső pedig Friedrich-Engels-Platz és Gerasdorfer Straße volt, ahová az adott napszaktól függően felváltva járatok a járatok. 
1996 október 9-én kicsit módosították az útvonalat. Ekkor ugyanúgy maradt a két kicsit különböző útvonalú járat. Az egyik járatnak Josefstädter Straße és a  Gerasdorfer Straße volt a két végállomása, a másiknak pedig a jelenleg is meglévő Augasse és Friedrich-Engels-Platz. Az utóbbi útvonalhoz új vágányokat is kellett építeni.
Ezt a rendszert 2004 júliusában változtatták meg újra. Bevezettek egy harmadik  verziót is Augasse ↔ Gerasdorfer Straße útvonalon szombati nappalokon, valamint a két már meglévő útvonalat is meghagyták egy kis üzemidő módosítással.
A jelenleg is érvényes rendszert 2004 decemberében vezették be.

## Járművek
A vonalon hosszú ideig közlekedő SGP E1 típusú villamos már nem fordulnak itt elő, csak az alacsony padlós ULF villamosok első szériás kocsijai közül a rövidebbek, azaz az „ULF A” jelzésűek. Az első ULF villamos 2001 szeptember 5-én került a vonalra. A járműkiadást Brigittenau kocsiszín biztosítja.

## Megállóhelyei
| 33 (Friedrich-Engels-Platz ◄► Augasse) | 33 (Friedrich-Engels-Platz ◄► Augasse)             | 33 (Friedrich-Engels-Platz ◄► Augasse)             | 33 (Friedrich-Engels-Platz ◄► Augasse)             | 33 (Friedrich-Engels-Platz ◄► Augasse)             | 33 (Friedrich-Engels-Platz ◄► Augasse)             |
| 33 (Friedrich-Engels-Platz ◄► Josefstädter Straße)                                                                                        | 33 (Friedrich-Engels-Platz ◄► Josefstädter Straße) | 33 (Friedrich-Engels-Platz ◄► Josefstädter Straße) | 33 (Friedrich-Engels-Platz ◄► Josefstädter Straße) | 33 (Friedrich-Engels-Platz ◄► Josefstädter Straße) | 33 (Friedrich-Engels-Platz ◄► Josefstädter Straße) |
| Perc (↓) | Perc (↓)                                           | Megállóhely                                        | Perc (↑)                                           | Perc (↑)                                           | Átszállási kapcsolatok                             |
| --- | -------------------------------------------------- | -------------------------------------------------- | -------------------------------------------------- | -------------------------------------------------- | -------------------------------------------------- |
| 0 | 0                                                  | Friedrich-Engels-Platz végállomás                  | 26                                                 | 14                                                 | 2, 31 5A, 11A, 11B                                 |
| 2 | 2                                                  | Höchstädtplatz                                     | 24                                                 | 12                                                 | 2, 31 37A                                          |
| 4 | 4                                                  | Jägerstraße                                        | 22                                                 | 10                                                 | U6 31 5B                                           |
| 6 | 6                                                  | Brigittaplatz                                      | 21                                                 | 9                                                  | 5B                                                 |
| 7 | 7                                                  | Wallensteinplatz                                   | 20                                                 | 8                                                  | 5 5B                                               |
| 9 | 9                                                  | Klosterneuburger Straße, Wallensteinstraße         | 18                                                 | 6                                                  | 5, 31                                              |
| 11 | 11                                                 | Friedensbrücke                                     | 17                                                 | 5                                                  | U4 5                                               |
| 13 | 13                                                 | Franz-Josefs-Bahnhof                               | 15                                                 | 3                                                  | S40 5, D                                           |
| Munkanapokon kora estétől üzemzárásig, illetve hétvégente az Augasse megállóhelyig közlekedik, ekkor nem érinti a kék hátterű megállókat. |                                                    |                                                    |                                                    |                                                    |                                                    |
| 14 |                                                    | Althanstraße                                       |                                                    | 1                                                  | D                                                  |
| 16 | Augasse végállomás                                 | 0                                                  | D                                                  |                                                    |                                                    |
| Munkanapokon üzemkezdettől kora estig a Josefstädter Straße megállóhelyig közlekedik, ekkor nem érinti a barna hátterű megállókat.        |                                                    |                                                    |                                                    |                                                    |                                                    |
| | 14                                                 | Nußdorfer Straße, Alserbachstraße                  | 13                                                 |                                                    | 5, 37, 38 40A                                      |
| 16 | Spitalgasse                                        | 11                                                 | 5, 37, 38, 40, 41, 42                              |                                                    |                                                    |
| 18 | Lazarettgasse                                      | 9                                                  | 5                                                  |                                                    |                                                    |
| 20 | Lange Gasse                                        | 7                                                  | 5, 43, 44                                          |                                                    |                                                    |
| 21 | Laudongasse                                        | 6                                                  | 5 13A                                              |                                                    |                                                    |
| 22 | Florianigasse                                      | 4                                                  | 5                                                  |                                                    |                                                    |
| 24 | Albertgasse                                        | 3                                                  | 2, 5                                               |                                                    |                                                    |
| 25 | Blindengasse                                       | ∫                                                  | 2, 5                                               |                                                    |                                                    |
| 27 | Josefstädter Straße végállomás                     | 0                                                  | U6 2                                               |                                                    |                                                    |

## Galéria

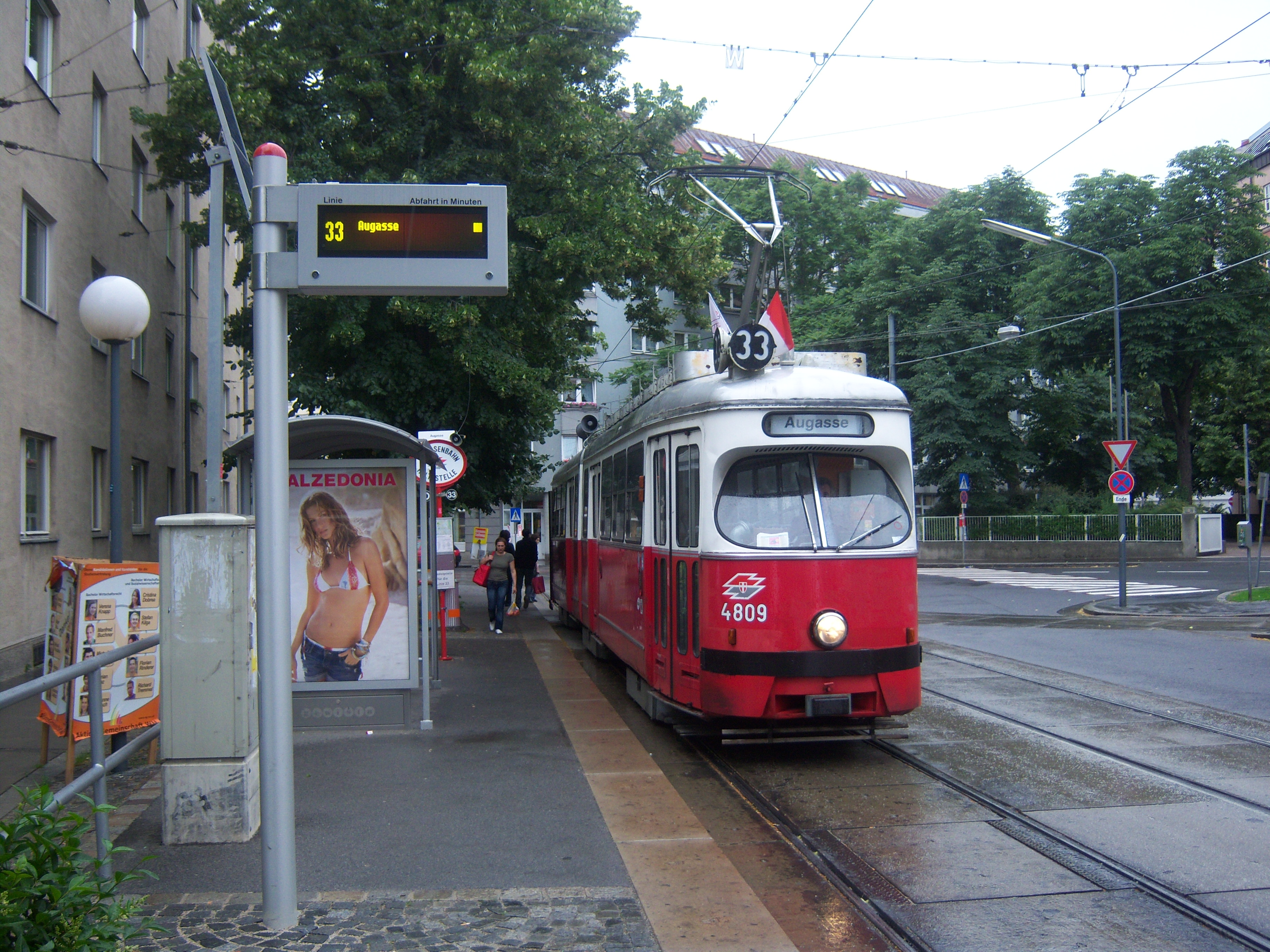
Augasse
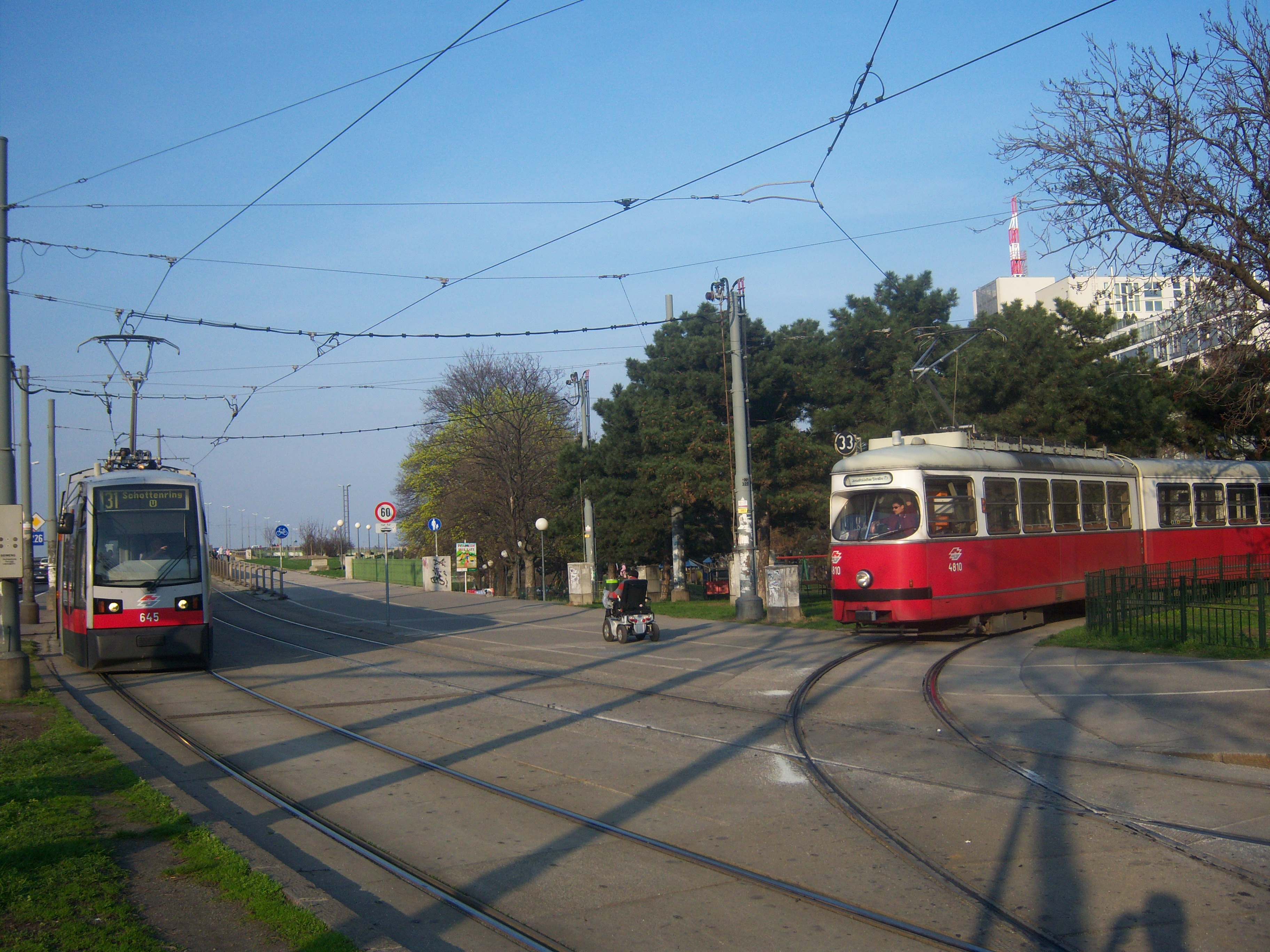
Friedrich-Engels-Platz
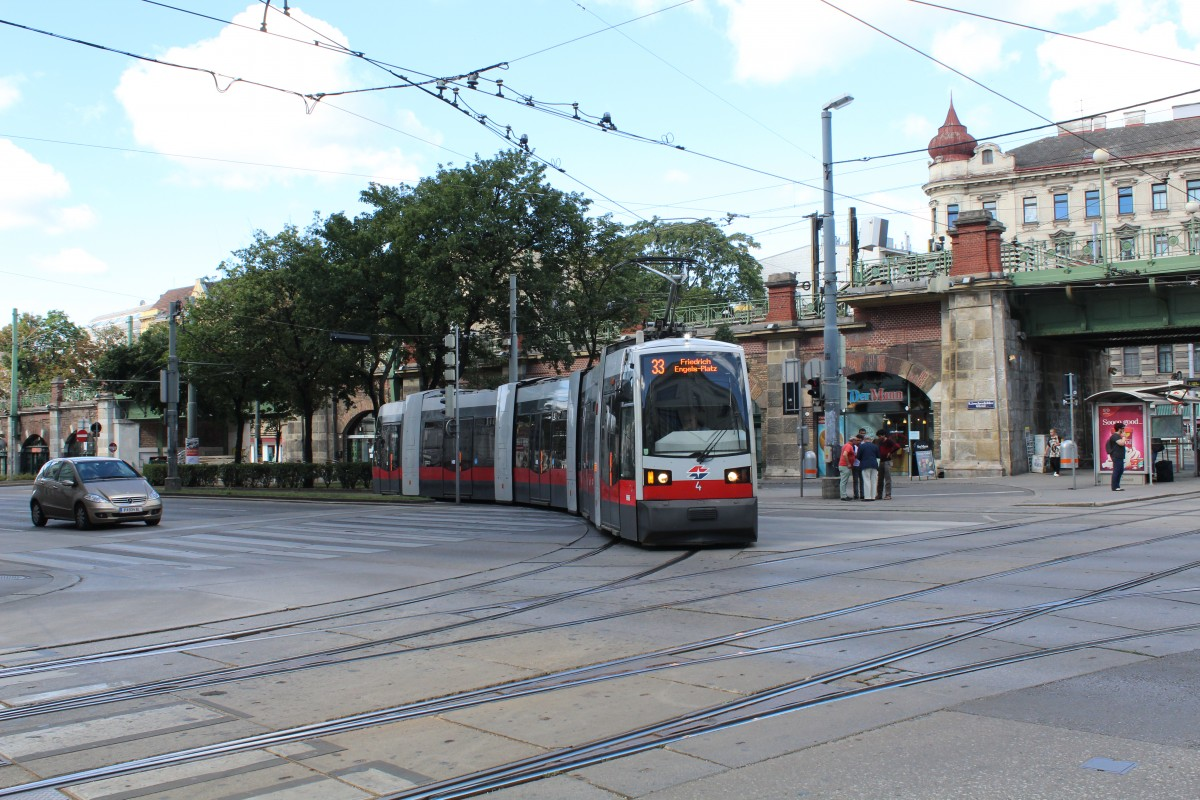
Josefstädter Straße
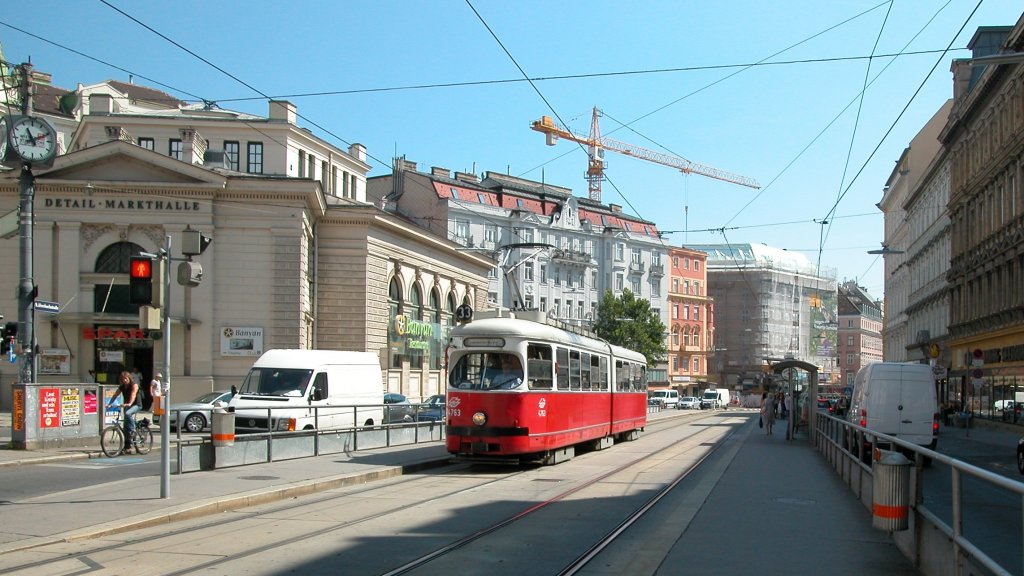
Nußdorfer Straße/Alserbachstraße